# Wayne's World
Wayne's World är en amerikansk komedifilm från 1992 i regi av Penelope Spheeris.

## Handling
Wayne är en kille som fortfarande bor hemma och tillsammans med sin vän Garth har han ett TV-program, Wayne's World, av enklaste slag. Detta spelar de tillsammans in i källaren hos Waynes föräldrar. En dag får de dock kontrakt med en tv-station som vill ge dem chansen att nå en större publik. Wayne får dock problem när en reklamkille får upp ögonen för hans flickvän och gör allt för att komma emellan dem.

## Om filmen
Wayne's World började som en sketch i Saturday Night Live med Mike Myers och Dana Carvey.
Filmen regisserades av Penelope Spheeris, och är 95 minuter lång. Filmen följdes 1993 (svensk biopremiär 1994) upp av Wayne's World 2, med samma skådespelare i huvudrollerna.

## Rollista (i urval)
- Mike Myers - Wayne Campbell
- Dana Carvey - Garth Algar
- Rob Lowe - Benjamin Kane
- Tia Carrere - Cassandra
- Brian Doyle-Murray - Noah Vanderhoff
- Lara Flynn Boyle - Stacy
- Lee Tergesen - Terry
- Robert Patrick - Elak polis (The T-1000)
- Ione Skye - Elyse
- Alice Cooper - sig själv
- Stan Mikita - sig själv
- Ed O'Neill - Glen, Mikitas manager